# Józef Hasso-Agopsowicz

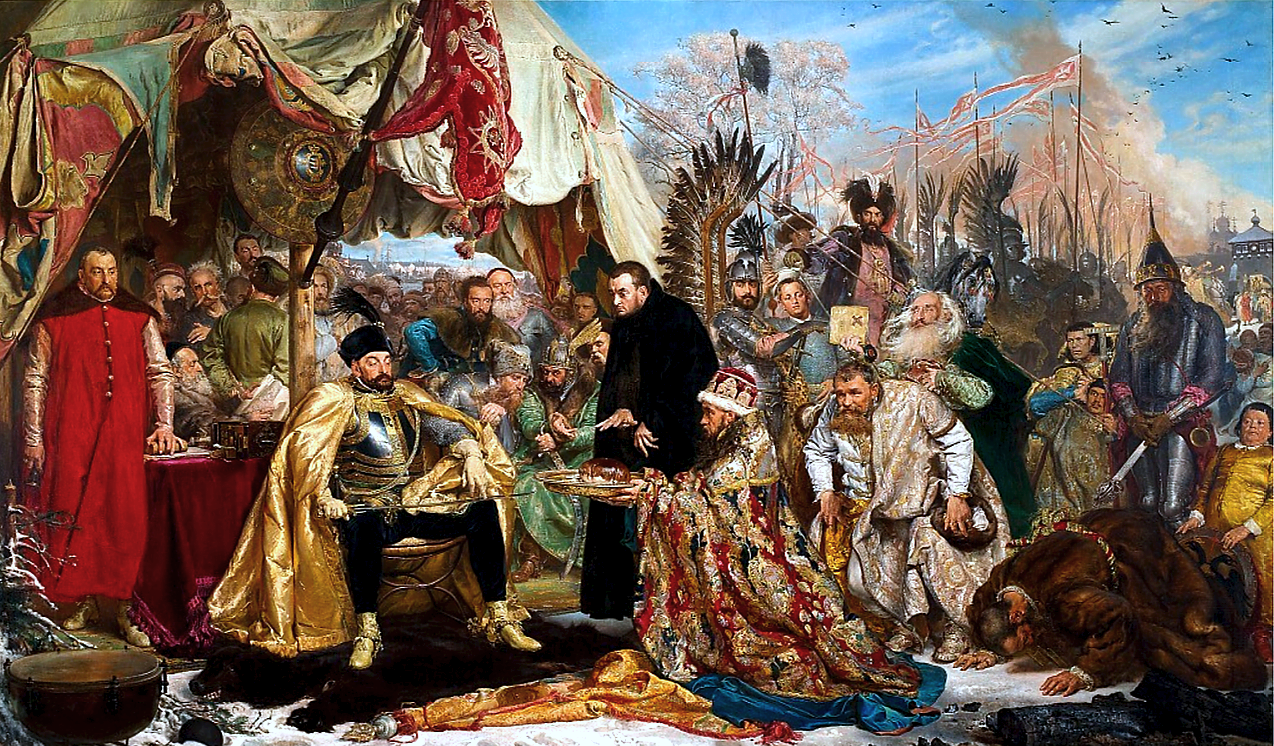
Jan Matejko, Stefan Batory pod Pskowem (1872)

Józef Hasso-Agopsowicz (ur. 1828, zm. 9 listopada 1878 w Kołomyji) – polski Ormianin, ziemianin galicyjski. Około 1870 roku pozował Janowi Matejce jako Stefan Batory do obrazu Stefan Batory pod Pskowem. Pochowany w Kułaczkowcach.